# Vita Karoli Magni
De Vita Karoli Magni is de biografie van Karel de Grote, geschreven door Einhard. 

## Literaire context
De Vita Karoli Magni (Het leven van Karel de Grote) werd waarschijnlijk tussen het najaar van 817 en eind 836 geschreven. Over de datering is nog steeds een debat gaande en er is tot op heden geen meest overtuigend jaartal aangewezen waarin de Vita Karoli Magni zou zijn geschreven. Voor de werkwijze inspireerde Einhard zich op Suetonius, de biograaf van verschillende antieke Romeinse keizers; voor de inhoud kon hij beschikken over de Frankische Rijksannalen (de geschiedenis zoals ze jaar per jaar bijgehouden werd; de term is afgeleid van het Latijnse annus of jaar). Ook maakte Einhard gebruik van verschillende werken van Cicero en zeer waarschijnlijk had hij ook Tacitus' Agricola tot zijn beschikking.
Historici hebben de Vita Karoli Magni beschreven als de eerste (seculiere) biografie van een Europese koning. Met name het tweede gedeelte van de Vita Karoli Magni (waarin het dagelijks leven van de koning is beschreven) geeft een stuk inside-information. Dankzij Einhard weten we meer over Karel de Grote dan over andere vroeg-middeleeuwse vorsten (hoewel er ook contemporaine biografieën zijn over enkele Merovingische vorsten).

## Nederlandse vertaling
- Einhard. Het leven van Karel de Grote, vert. Patrick De Rynck, 2002, ISBN 9789025311278